# Polybetes punctulatus
Polybetes punctulatus là một loài nhện trong họ Sparassidae.
Loài này thuộc chi Polybetes. Polybetes punctulatus được Cândido Firmino de Mello-Leitão miêu tả năm 1944.